# Druga slovenska nogometna liga 2001-2002
La Druga slovenska nogometna liga 2001-2002 (in lingua italiana: Secondo campionato calcistico sloveno 2001-2002), abbreviata in 2. SNL 2001-2002, fu la undicesima edizione della seconda serie del campionato di calcio sloveno.

## Formula
Le 16 squadre partecipanti disputarono un girone all'italiana con gare di andata e ritorno (30 giornate totali) al termine delle quali:
- Le prime due classificate furono promosse in 1. SNL 2002-2003
- Le ultime quattro classificate furono retrocesse in 3. SNL 2002-2003

### Avvenimenti
Prima dell'inizio del torneo, il Brda (retrocesso nell'edizione precedente) si fuse con il Renče, primo in 3. SNL Ovest 2000-2001 e promosso in Druga SNL, e formarono il Renče – Goriška Brda.
Durante la pausa invernale, il Feroterm Lenterm cambiò il nome in Pohorje.
Per la prima volta nella storia una squadra di Druga SNL, l'Aluminij, raggiunse la finale della Coppa di Slovenia.

## Squadre partecipanti
| Squadra                 | Città             | Stadio                 | Stagione 2000-01 | Stagione 2000-01 |
| Squadra                 | Città             | Stadio                 | Pos.             | Divisione        |
| ----------------------- | ----------------- | ---------------------- | ---------------- | ---------------- |
| Koroška Dravograd       | Dravograd         | Športni center         | 11°              | 1. SNL           |
| Tabor Sežana            | Sesana            | Stadio Rajko Štolfa    | 12º              | 1. SNL           |
| Aluminij                | Kidričevo         | Športni park Aluminij  | 3°               | 2. SNL           |
| Jadran Hrpelje-Kozina   | Cosina            | Stadion Krvavi Potok   | 4°               | 2. SNL           |
| Elan                    | Novo mesto        | Stadion Portoval       | 5°               | 2. SNL           |
| Dravinja                | Slovenske Konjice | Stadion Dobrava        | 6°               | 2. SNL           |
| Viator&Vektor Ljubljana | Lubiana           | Stadion ŽŠD            | 7°               | 2. SNL           |
| Zagorje                 | Zagorje ob Savi   | Mestni stadion         | 8°               | 2. SNL           |
| Nafta                   | Lendava           | Športni park Lendava   | 9°               | 2. SNL           |
| Železničar Radio City   | Maribor           | Športni Park Tabor     | 10°              | 2. SNL           |
| Livar                   | Ivančna Gorica    | Stadion Ivančna Gorica | 11°              | 2. SNL           |
| Feroterm Lenterm        | Ruše              | Stadion NK Pohorje     | 12º              | 2. SNL           |
| Renče – Goriška Brda    | Castel Dobra      | Stadio Vipolže         | 15°              | 2. SNL           |
| Bela Krajina            | Črnomelj          | Stadion Loka           | 1°               | 3. SNL Centro    |
| Drava                   | Ptuj              | Mestni stadion         | 1°               | 3. SNL Nord      |
| Triglav Bakovci         | Bakovci           | ŠRC Bakovci            | 1°               | 3. SNL Est       |

## Classifica
|                  | Pos. | Squadra               | Pt | G  | V  | N  | P  | GF | GS  | DR  |
| ---------------- | ---- | --------------------- | -- | -- | -- | -- | -- | -- | --- | --- |
|                  | 1.   | Dravograd             | 74 | 30 | 23 | 5  | 2  | 76 | 24  | +52 |
|                  | 2.   | NK Lubiana            | 72 | 30 | 22 | 6  | 2  | 89 | 12  | +77 |
|                  | 3.   | Aluminij              | 71 | 30 | 22 | 5  | 3  | 73 | 22  | +51 |
|                  | 4.   | Livar                 | 57 | 30 | 16 | 9  | 5  | 66 | 32  | +34 |
|                  | 5.   | Drava Ptuj            | 51 | 30 | 15 | 6  | 9  | 57 | 36  | +21 |
|                  | 6.   | Bela Krajina          | 48 | 30 | 14 | 6  | 10 | 65 | 40  | +25 |
|                  | 7.   | Dravinja              | 43 | 30 | 10 | 13 | 7  | 37 | 24  | +13 |
|                  | 8.   | Jadran Hrpelje-Kozina | 41 | 30 | 12 | 5  | 13 | 46 | 44  | +2  |
|                  | 9.   | Nafta                 | 39 | 30 | 11 | 6  | 13 | 46 | 52  | −6  |
|                  | 10.  | Železničar Maribor    | 39 | 30 | 11 | 6  | 13 | 37 | 44  | −7  |
|                  | 11.  | Zagorje               | 37 | 30 | 10 | 7  | 13 | 36 | 45  | −9  |
|                  | 12.  | Renče – Goriška Brda  | 33 | 30 | 10 | 3  | 17 | 33 | 61  | −28 |
|                  | 13.  | Bakovci               | 24 | 30 | 7  | 3  | 20 | 29 | 85  | −56 |
|                  | 14.  | Tabor Sežana          | 23 | 30 | 6  | 5  | 19 | 31 | 73  | −42 |
|                  | 15.  | Pohorje               | 15 | 30 | 4  | 3  | 23 | 36 | 73  | −37 |
|                  | 16.  | Elan                  | 8  | 30 | 2  | 2  | 26 | 15 | 105 | −90 |
| Fonte: rsssf.org |      |                       |    |    |    |    |    |    |     |     |

Legenda:
      Promosso in 1. SNL 2002-2003.
  Partecipa agli spareggi.
      Retrocesso in 3. SNL 2002-2003.
      Escluso dal campionato.
Regolamento:
Tre punti a vittoria, uno a pareggio, zero a sconfitta.
In caso di arrivo di due o più squadre a pari punti, la graduatoria viene stilata secondo la classifica avulsa tra le squadre interessate (= scontri diretti).